# Таємний клуб Гернсі любителів книг і пирогів з картопляного лушпиння
«Таємний клуб Гернсі любителів книг і пирогів з картопляного лушпиння» (англ. The Guernsey Literary and Potato Peel Pie Society) — історична роматична драма 2018 року від режисера Майка Ньюелла та сценаристів Кевіна Гуда, Дона Роса і Томаса Безучі. В основі сюжету однойменний роман 2008 року авторства Мері Енн Шаффер і Енні Берроуз. У фільмі знялися Лілі Джеймс, Міхіль Гаусман, Глен Пауелл, Джессіка Браун Фіндлей, Кетрін Паркінсон, Метью Гуд, Том Кортні і Пенелопа Вілтон.
Фільм створено у співробітництві Великої Британії, США і Франції. Розповсюдженням та фінансуванням фільму займалась компанія StudioCanal, продюсуванням — Blueprint Pictures і Mazur/Kaplan Company. В 2010 році розпочалась робота над адаптацією роману для кінокартини. В жовтні 2016 року Лілі Джеймс підписала контракт на головну роль з Ньюелом в якості режисера. Основні зйомки фільму проходили в різних частинах Англії з 26 березня до 15 травня 2017 року.
Прем'єра фільму та старт кінопрокату відбулись в квітні 2018 року в Великій Британії та в червні 2018 року у Франції. Касові збори фільму по всьому світу загалом склали 15,7 млн доларів. Картина отримала переважно схвальні відгуки критиків. Фільм розповсюджувався через Netflix на ексклюзивних правах як оригінальний фільм починаючи з 10 серпня 2018 року.

## Сюжет
В 1941 році, на острові Гернсі, у часи німецької окупації, солдати під час комендантської години зупинили четвірку друзів. Щоб уникнути арешту, ті повідомили, що вони повертаються із зустрічі свого книжкового клубу, якому вони поспіхом дали назву «Клуб Гернсі любителів книг і пирогів з картопляного лушпиння».
П'ять років потому, в січні 1946 року, письменниця Джулієт Ештон просуває свою останню книжку, написану під псевдонімом Ісаак Бікерстафф. Її видавець, Сідні Старк, просить її написати статті для журналу Times Literary Supplement про користь літератури. Джулієт отримує листа від Доусі Адамса, чоловіка з Гернсі, якому потрапила до рук її книга Чарлза Лема і який хоче дізнатись, де в Англії можна придбати іншу книгу цього ж автора. Він також повідомляє, що є членом «Клубу Гернсі любителів книг і пирогів з картопляного лушпиння», зустрічі якого організовуються щоп'ятниці вночі. Джулієт надсилає йому іншу книгу Лема в обмін на більше інформації про клуб і про те, як він був утворений.
Джулієт хоче написати про клуб і вирішує організувати поїздку на острів, незважаючи на застереження Сідні. Її американський хлопець Марк освідчується їй перед посадкою на паром і Джулієт приймає пропозицію. Після прибуття до Гернсі, вона відвідує зустріч клубу, де його члени: Доусі Адамс, Амелія Могері, Ісола Пріббі, Ебен Рамзі та молодий онук Ебена Елі поводяться з нею, як зі знаменитістю. Джулієт кажуть, що Елізабет, одна із засновниць клубу, перебуває за кордоном. За її донькою Кіт приглядає Доусі, вона називає його «татом». Джулієт просить дозволу написати статтю про клуб, але Амелії ідея не подобається.
Замість того, що повернутись додому, як було заплановано, Джулієт залишається на острові, щоб провести розслідування. Членам клубу свою затримку пояснює тим, що пише про німецьку окупацію. В наступні дні Джулієт дізнається, що Елізабет заарештували під час окупації і відіслали до Німеччини, але її друзі досі сподіваються, що вона повернеться. Джулієт просить Марка, що служить в збройних силах, спробувати розшукати Елізабет. Від своєї орендодавиці Джулієт дізнається, що Елізабет не була святою, натякаючи на те, що вона займалась сексом з німецькими військовими в обмін на предмети розкоші. Джулієт запитує Доусі про цю історію і він пояснює, що насправді не є батьком Кіт. Її справжнім батьком був Крістіан Гельман, німецький лікар, який працював з Елізабет в місцевому госпіталі. Гельмана було відіслано назад до Німеччини і його корабль затонув.
Марк прибуває до Гернсі і свариться на Джулієт, бо вона не носить подаровану каблучку. Він приносить інформацію про Елізабет, яку Джулієт повідомляє членам клубу. Як стало відомо завдяки Марку, Елізабет було відправлено до Равенсбрюку, де її застрелили коли вона намагалась допомогти одному із ув'язнених. Джулієт і Марк повертаються до Лондона, але Джулієт не може жити колишнім життям. Вона розриває стосунки з Марком і починає писати про клуб. Одну копію готового рукопису вона надсилає Сідні, а іншу — клубу. Доусі читає супровідний лист і розуміє, що Джулієт розійшлась з Марком. Після цього він вирішує поїхати до неї в Лондон. В цей же час, Джулієт вирішує повернутись в Гернсі. Щойно сівши на паром, вона помічає на пристані Доусі і двоє воз'єднуються. Доусі збирається запитати Джулієт чи згодна вона вийти за нього заміж, але Джулієт перебиває його і запитує те ж саме. Він погоджується.
Деякий час потому, Доусі читає для Кіт книгу Чарлза Лема з Джулієт поруч. Обоє мають на пальцях весільну обручку. Під час титрів можна почути запис ще одного засідання клубу, де вони обмінюються думками щодо уривків з книг.

## У ролях
- Лілі Джеймс — Джулієт Ештон
- Міхіль Гаусман — Доусі Адамс
- Глен Пауелл — Марк Рейнольдс
- Джессіка Браун Фіндлей — Елізабет Маккена
- Кетрін Паркінсон — Ісола Пріббі
- Метью Гуд — Сідні Старк
- Том Кортні — Ебен Рамзі
- Пенелопа Вілтон — Амелія Могері
- Брона Галлахер — Шарлотта Стімпл
- Кіт Коннор — Ілай Рамзі
- Енді Гатергуд — Едді Мірс
- Флоренс Кін — Кіт Маккенна
- Ніколо Пасетті — Крістіан Геллман

## Критика
Фільм отримав в основному позитивні відгуки кінокритиків. На сайті Rotten Tomatoes він має рейтинг 81 % на основі 73 рецензій з середньою оцінкою 6,4 з 10. На сайті Metacritic фільм отримав оцінку 65 зі 100 на основі 10 рецензій, що відповідає статусу «в основному позитивні відгуки».